# Braník (hudební skupina)
Braník byla pražská Oi! hudební skupina, která působila na počátku 90. let 20. století. Identifikovala se s hnutím skinheads. Texty jejich písní byly silně rasistické. Napadaly Romy, černochy, asiaty a další etnika, ale také například Občanské fórum. V roce 1995 byli členové skupiny potrestáni podmínečným odnětím svobody.

## Tvorba
Mezi nejznámější písně Braníku patřily například Oi! na ROI, ve které napadla cikány a Romskou občanskou iniciativu, Svítá, ve které útočila na veškeré přistěhovalce, Samet, ve které hanobila Občanské fórum, nebo Praha, jejíž text je o tom, že hlavní město České republiky, Praha, již nadále není kvůli přistěhovalcům chloubou měst a bezpečné místo.
I přes silně rasistické texty se skupina nehlásila k neonacismu a v řadě písní opěvovala vlastenectví a pivní hrdost.

## Diskografie
Skupina vydala jen jedno album nazvané Power (1991).

## Trest
V roce 1995 byli členové skupiny podmínečně odsouzeni k odnětí svobody na osm měsíců. Soudce zdůvodnil mírnost trestu věkem, v kterém byli členové skupiny v době tvorby rasistických písní a faktem, že členové skupiny nebyli nikdy předtím souzeni.